# Wohn- und Wirtschaftsgebäude Verlüßmoorer Straße 21
Das Wohn- und Wirtschaftsgebäude Verlüßmoorer Straße 21 in der niedersächsischen Gemeinde Vollersode-Verlüßmoor wurde in der Mitte des 19. Jahrhunderts gebaut. Aktuell (2025) wird es zum Wohnen genutzt.
Das Gebäude steht unter Denkmalschutz (siehe auch Liste der Baudenkmale in Vollersode).

## Geschichte und Beschreibung
Die Gemeinde Vollersode wurde erstmals 1185 als Valdersha erwähnt und ist heute Teil der Samtgemeinde Hambergen. Das Moordorf Verlüßmoor kam wohl 1974 zum nördlichen Vollersode.
Das eingeschossige giebelständige Gebäude als Vierständer-Hallenhaus in gleichmäßigem Fachwerk mit Steinausfachungen und senkrechter Verbretterung im oberen Giebeldreieck, mit reetgedecktem Satteldach, Uhlenloch sowie später verglaster Grooter Door mit Korbbogen wurde um 1850 gebaut.
Das Landesdenkmalamt befand u. a.: „… ein typisches Hallenhaus in Vierständerkonstruktion.“